# Браян Блісс
Браян Блісс (англ. Brian Bliss, нар. 28 вересня 1965, Нью-Йорк) — американський футболіст, що грав на позиції захисника. По завершенні ігрової кар'єри — тренер.
Виступав, зокрема, за національну збірну США, з якою був учасником чемпіонату світу, Олімпійських ігор та Кубка Америки. Також грав за низку клубів США та Німеччини.

## Клубна кар'єра
Блісс відвідував середню школу Вебстера Шредера у Вебстері, штат Нью-Йорк. Після її закінчення навчався в Університеті Південного Коннектикуту з 1983 по 1986 рік і грав за університетську футбольну команду «Саутерн Коннектикут Оулз».
1987 року Блісса на драфті обрав «Клівленд Форс» з Major Indoor Soccer League, де провів сезон 1987/88, після чого по року грав за «Олбані Кепіталс» в  Американській футбольній лізі та «Бостон Болтс» в Американській професіональній футбольній лізі.
1990 року, після вдалих виступів на чемпіонаті світу, Блісс відправився до Німеччини, ставши гравцем клубу «Енергі» (Котбус), з яким зіграв у останньому розіграші Оберліги НДР 1990/91, після чого грав за клуби другого дивізіону об'єднаного чемпіонату Німеччини «Хемніцер» та «Карл Цейс».
На початку 1996 року Блісс підписав контракт із новоствореною Major League Soccer, після чого був обраний на драфті клубом «Коламбус Крю», де провів наступні півтора роки, а 8 липня 1997 року «Коламбус» обміняв Блісса у «Нью-Йорк Метростарс» на Ентоні Вуда, догравши у нью-йоркській команді сезон 1997 року.
Наприкінці січня 1998 року, перед драфтом MLS, «Метростарз» віддав Браяна до «Канзас-Сіті Візардс» в обмін на право першого раунду у прийдешньому драфті. Втім у новій команді Блісс майже не грав і в кінці червня через необхідність дотримання ліміту складу в 20 гравців «Канзас-Сіті» відрахував Блісса.

## Виступи за збірну
2 грудня 1984 року дебютував в офіційних іграх у складі національної збірної США в товариському матчі проти Еквадору (2:2).
У складі збірної був учасником футбольного турніру на Олімпійських іграх 1988 року у Сеулі, де зіграв у всіх трьох іграх, але його команда не вийшла з групи.
Згодом Блісс поїхав зі збірною на чемпіонат світу 1990 року в Італії, де зіграв у одному матчі групового етапу проти Австрії (1:2), коли на 70-й хвилині матчу замінив Пола Каліджурі, а Сполучені Штати вибули з цього турніру після групового етапу.
Браян мав поїхати і на наступний чемпіонат світу 1994 року, втім в останній момент був виключений із заявки через серйозну травму коліна. Натомість він поїхав з командою наступного року на розіграш Кубка Америки 1995 року в Уругваї, куди США були запрошені як гостьова збірна. Блісс на поле на турнірі не виходив, а американці посіли 4 місце.
Загалом протягом кар'єри в національній команді, яка тривала 12 років, провів у її формі 34 матчі, забивши 2 голи.

## Кар'єра тренера
У березні 1999 року Блісс був призначений головним тренером клубу А-ліги «Коннектикут Вулвз», де також виходив на поле як граючий тренер.
21 грудня 1999 року Блісс увійшов у тренерський штаб «Канзас-Сіті Візардс» як асистент головного тренера Боба Ганслера, під керівництвом якого Браян грав за збірну на чемпіонаті світу 1990 року. 19 липня 2006 року Ганслер був звільнений і Бліссу було доручено виконувати обов'язки головного тренера до кінця сезону.
У березні 2007 року Курт Оналфо замінив Блісса на посаді головного тренера «Візардс», а Браян приєднався до юнацької команди на посаду директора, де залишався до кінця року.
29 січня 2008 року Блісс приєднався до «Коламбус Крю» на посаду технічного директора. Після звільнення Роберта Важихи 2 вересня 2013 року Блісс тимчасово обійняв посаду головного тренера, при цьому зберігши і посаду технічного директора клубу.
З січня 2012 року також став працювати асистентом головного тренера молодіжної збірної США до 20 років.
6 грудня 2013 року Блісс перейшов у «Чикаго Файр», де теж обійняв посаду технічного директора. 20 вересня 2015 року Френк Єллоп і обидва його помічники були звільнені, а виконувати обов'язки головного тренера на п'ять матчів сезону, що залишилися, було доручено Бліссу.
5 січня 2016 року Блісс приєднався до технічного штабу «Спортінга Канзас-Сіті» на посаді директора з персоналу гравців. 19 лютого 2019 року його посаду було змінено на технічного директора — віце-президента з персоналу гравців.